# فاتح سلمان
فاتح سلمان ممثل سوري فلسطيني الاصل ولد في دمشق 9 سبتمر 1980 العمر 44سنه . بدا أول الأدوار التلفزيونية كانت في العام (2007) حينما شارك بمسلسل «وجوه وأزمنة» من إخراج سامر خضر.

## أعماله
- حوازيق
- وجوة وأزمنة
- الخان
- قاع المدينة
- قلوب صغيرة
- سفر الحجارة
- الخبز الحرام
- رايات الحق
- وراء الشمس
- انا القدس
- رجال العز
- دليلة و الزئبق
- بين الأحراج المتكاتفة
- كشف الاقنعة
- أوراق بنفسجية
- إمام الفقهاء
- الهروب
- وعدتني يارفيقي
- زمن البرغوت 2
- فتت لعبت
- طوق البنات
- أيام الدراسة 2
- طوق البنات الجزء 3
- طوق البنات الجزء 4
- عطر الشام 1
- عطر الشام 2
- عطر الشام3
- عطر الشام 4
- حكم الهوى
- الغريب
- باب الحارة 10